# Avrechy
Avrechy település Franciaországban, Oise megyében. Lakosainak száma 1154 fő (2022. január 1.). Avrechy Saint-Remy-en-l’Eau, Airion, Cuignières, Étouy, Fournival és Lamécourt községekkel határos.

## Népesség
A település népességének változása:
| Lakosok száma | 1137 | 1149 | 1168 | 1150 | 1153 | 1156 | 1169 | 1162 | 1154 |
|               | 2013 | 2015 | 2016 | 2017 | 2018 | 2019 | 2020 | 2021 | 2022 |